# Darren Clarke
Darren Cristopher Clarke (Dungannon, 14 agosto 1968) è un golfista britannico.
Il suo successo più rilevante è la vittoria all'Open Championship, uno dei quattro tornei Major, nel 2011.
In carriera si è imposto complessivamente in 22 tornei dei tour professionistici, PGA Tour, European Tour, Japan Golf Tour e Sunshine Tour. Tra questi ha vinto due tornei del World Golf Championships, nel 2000 e nel 2003.
Tra il 2000 e il 2003 ha occupato una delle prime dieci posizioni dell'Official World Golf Rankings per 43 settimane. Per tre volte si è classificato al secondo posto della money list finale dell'European tour (1998, 2000 e 2003).
Dal 1997 al 2006 ha fatto parte per cinque volte consecutive della squadra europea di Ryder Cup come giocatore, è stato poi vice capitano nel 2010 e 2012 e capitano della squadra europea nel 2016.

## Tornei Major

### Vittorie (1)
| Anno | Campionato            | 54 buche       | Punteggio di vittoria | Margine | Secondo/i                      |
| ---- | --------------------- | -------------- | --------------------- | ------- | ------------------------------ |
| 2011 | The Open Championship | 1 colpo in più | −5 (68-68-69-70=275)  | 3 colpi | Dustin Johnson, Phil Mickelson |